# Ла-Вілліта (Нью-Мексико)
Ла-Вілліта (англ. La Villita) — переписна місцевість (CDP) в США, в окрузі Ріо-Арріба штату Нью-Мексико. Населення — 999 осіб (2020).

## Географія
Ла-Вілліта розташована за координатами 36°6′4″ пн. ш. 106°3′20″ зх. д. / 36.10111° пн. ш. 106.05556° зх. д. (36.101220, -106.055561).  За даними Бюро перепису населення США в 2010 році переписна місцевість мала площу 3,58 км², з яких 3,53 км² — суходіл та 0,06 км² — водойми.

## Демографія
Згідно з переписом 2010 року, у переписній місцевості мешкало 957 осіб у 371 домогосподарстві у складі 248 родин. Густота населення становила 267 осіб/км².  Було 394 помешкання (110/км²).
Расовий склад населення:
| - 53,0 % — білих - 3,2 % — корінних американців - 0,4 % — чорних або афроамериканців - 0,2 % — азіатів - 38,8 % — осіб інших рас |

До двох чи більше рас належало 4,4 %. Частка іспаномовних становила 87,0 % від усіх жителів.
За віковим діапазоном населення розподілялося таким чином: 22,8 % — особи молодші 18 років, 64,9 % — особи у віці 18—64 років, 12,3 % — особи у віці 65 років та старші. Медіана віку мешканця становила 39,4 року. На 100 осіб жіночої статі у переписній місцевості припадало 101,5 чоловіків;  на 100 жінок у віці від 18 років та старших — 98,7 чоловіків також старших 18 років.
Середній дохід на одне домашнє господарство  становив 45 857 доларів США (медіана — 38 774), а середній дохід на одну сім'ю — 56 967 доларів (медіана — 39 175). За межею бідності перебувало 19,1 % осіб, у тому числі 0,0 % дітей у віці до 18 років та 38,5 % осіб у віці 65 років та старших.
Цивільне працевлаштоване населення становило 406 осіб. Основні галузі зайнятості: освіта, охорона здоров'я та соціальна допомога — 49,3 %, публічна адміністрація — 22,7 %, роздрібна торгівля — 15,8 %.